# Касано (Беневенто)
Касано (итал. Cassano) је насеље у Италији у округу Беневенто, региону Кампанија.
Према процени из 2011. у насељу је живело 19 становника. Насеље се налази на надморској висини од 79 м.